# Endospora (zarodnik)

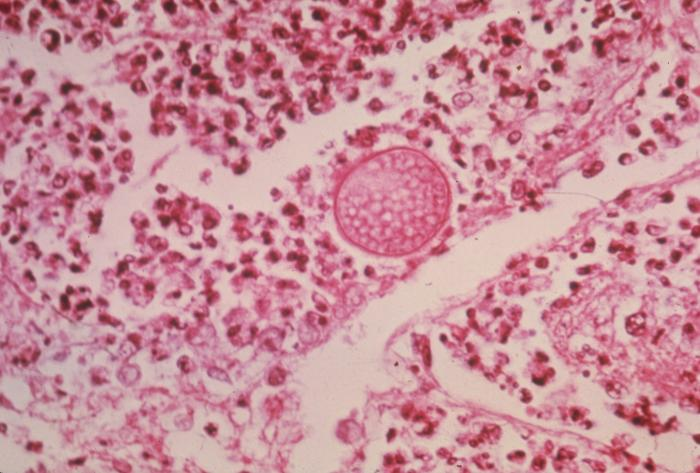
Wytwarzana przez Coccidioides immitis sferula z endosporami w komórkach człowieka

Endospora – rodzaj zarodników powstający wewnątrz komórki. Endospory powstają u glonów, grzybów, mszaków i paprotników. Ich przeciwieństwem są egzospory, powstające na zewnątrz organizmu.
U mikroskopijnego grzyba Coccidioides immitis artrospory wdychane przez podatnego żywiciela lub zaszczepione na specjalnych podłożach w kontrolowanym środowisku, przekształcają się w kuliste sferule z endosporami. Są to duże, grubościenne, niepączkujące, okrągłe ciałka zawierające wiele endospor. Sferule mogą mieć średnicę 20–60 µm a endospory 2–5 µm. Sferule mogą być całkowicie wypełnione endosporami lub mogą mieć centralną wakuolę z endosporami wyściełającymi wewnętrzną stronę ścianki kuleczki. Ściana sferuli pęka, uwalniając endospory do otaczającej tkanki, a każda endospora może znowu tworzyć nowe endospory. Kiedy endospory lub sferule przenosi się do zwykłej pożywki laboratoryjnej i inkubuje w temperaturze pokojowej, kiełkują, tworząc formę strzępkową.
Endosporami nazywane są także przetrwalniki u bakterii, w tym sinic.